# Hrîșciînți, Kaniv
Hrîșciînți (în ucraineană Грищинці) este o comună în raionul Kaniv, regiunea Cerkasî, Ucraina, formată numai din satul de reședință.

## Demografie
Componența lingvistică a comunei Hrîșciînți
     Ucraineană (97,98%)
     Alte limbi (1,09%)
Conform recensământului din 2001, majoritatea populației comunei Hrîșciînți era vorbitoare de ucraineană (97,98%), existând în minoritate și vorbitori de alte limbi.